# Продин
Продин — опиоидный анальгетик, аналог петидина.
Существует два изомера: альфапродин и бетапродин. Бетапродин примерно в 5 раз сильнее альфапродина, но метаболизируется быстрее, поэтому в медицине используется только альфапродин. Его активность схожа с петидином, однако, в отличие от последнего, начинает быстрее действовать и быстрее заканчивает.
Продин вызывает эффекты, схожие с таковыми от других опиоидов: обезболивание, седативный эффект, тошнота, зуд, рвота и угнетение дыхания, которое может привести к летальному исходу. Причём угнетение дыхания от альфапродина может появиться даже при применении препарата в терапевтических дозах.
В России оба изомера запрещены к обороту (входят в Список I Перечня наркотических средств, психотропных веществ и их прекурсоров, подлежащих контролю в Российской Федерации)